# Shelao
Cristóbal Andrés Álvarez Leiva (Concepción, Región del Biobío, 8 de junio de 1990), también conocido como Shelao, es un modelo y streamer chileno. Fue el ganador del concurso de belleza masculina Míster Real Universe en 2015.
Actualmente, cuenta con 428 mil seguidores en Twitch y 720 mil seguidores en Instagram, siendo estas dos las redes sociales que más utiliza.

## Biografía
Cristóbal Álvarez nació en Concepción, Región del Biobío, el 8 de junio de 1990. Estudió ingeniería comercial en la Universidad Adolfo Ibáñez. Practicó artes marciales mixtas y boxeo en la academia del expugilista Martín Vargas.
En septiembre de 2014 fue elegido Míster Chile. Desistió de participar en Míster Internacional 2014 debido a los sucesivos cambios en la fecha del concurso —debía haberse celebrado en Seúl (Corea del Sur) en octubre de dicho año, pero se pospuso para noviembre y finalmente tuvo lugar en febrero del año siguiente—. En marzo de 2015 participó, junto con otros 20 representantes, en la segunda edición de Míster Global, realizada en Bangkok (Tailandia), donde se ubicó entre los trece finalistas.
En enero de 2017 participó junto a su expareja Ángela Duarte en el reality chileno Doble Tentación, siendo los quintos eliminados.
En febrero de 2023 fue presentado como uno de los participantes en la tercera La Velada del Año organizada por el streamer Ibai Llanos, donde enfrentaría al también realizador de directos y youtuber Viruzz. En mayo se anunció que el español no podría participar en el evento debido a complicaciones médicas, por lo que se suponía que el combate sería cancelado. El 1 de junio se presentó al nuevo boxeador que le enfrentaría, el también streamer y modelo Misho Amoli. El combate se llevó a cabo el 1 de julio, donde terminó ganando el chileno tras 20 segundos de pelea debido a la luxación de hombro del búlgaro.
Al año siguiente volvió a participar en la cuarta edición de la velada del año contra Viruzz. Sin embargo no pudo repetir su hazaña siendo derrotado por el mismo streamer español.

## Míster Real Universe
Ganó el concurso Míster Real Universe en Guayaquil (Ecuador) en octubre de 2015, convirtiéndose en el primer chileno en obtener este título. Fue elegido entre un total de 22 candidatos, representantes de igual número de países, que compitieron en la segunda versión del certamen.